# Gabriela Perianu
Gabriela Perianu (født 20. juni 1994 i Brăila, Rumænien) er en rumænsk håndboldspiller, der spiller for CSM Bucuresti.